# Setas al ajillo

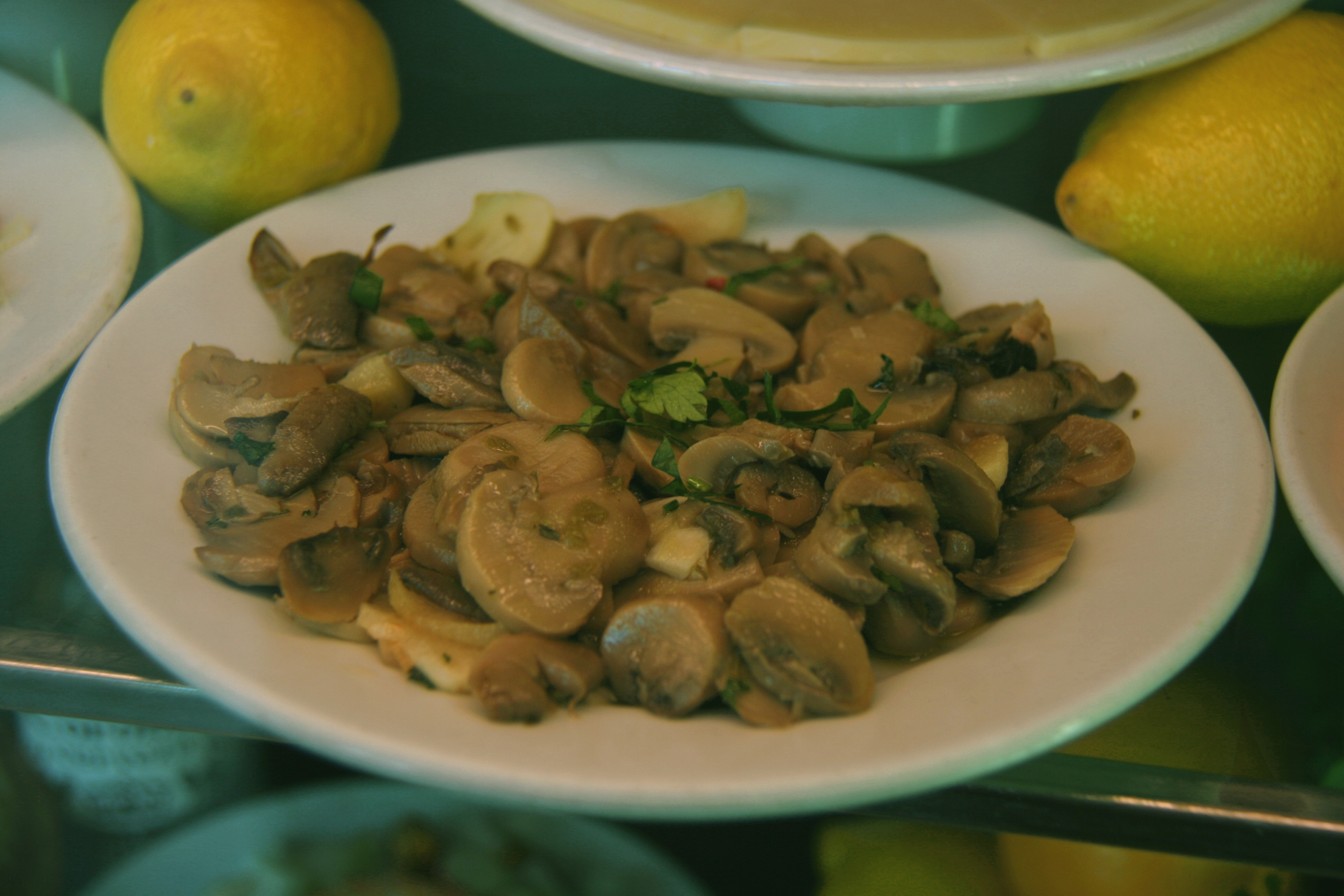
En típica cazuela de barro.

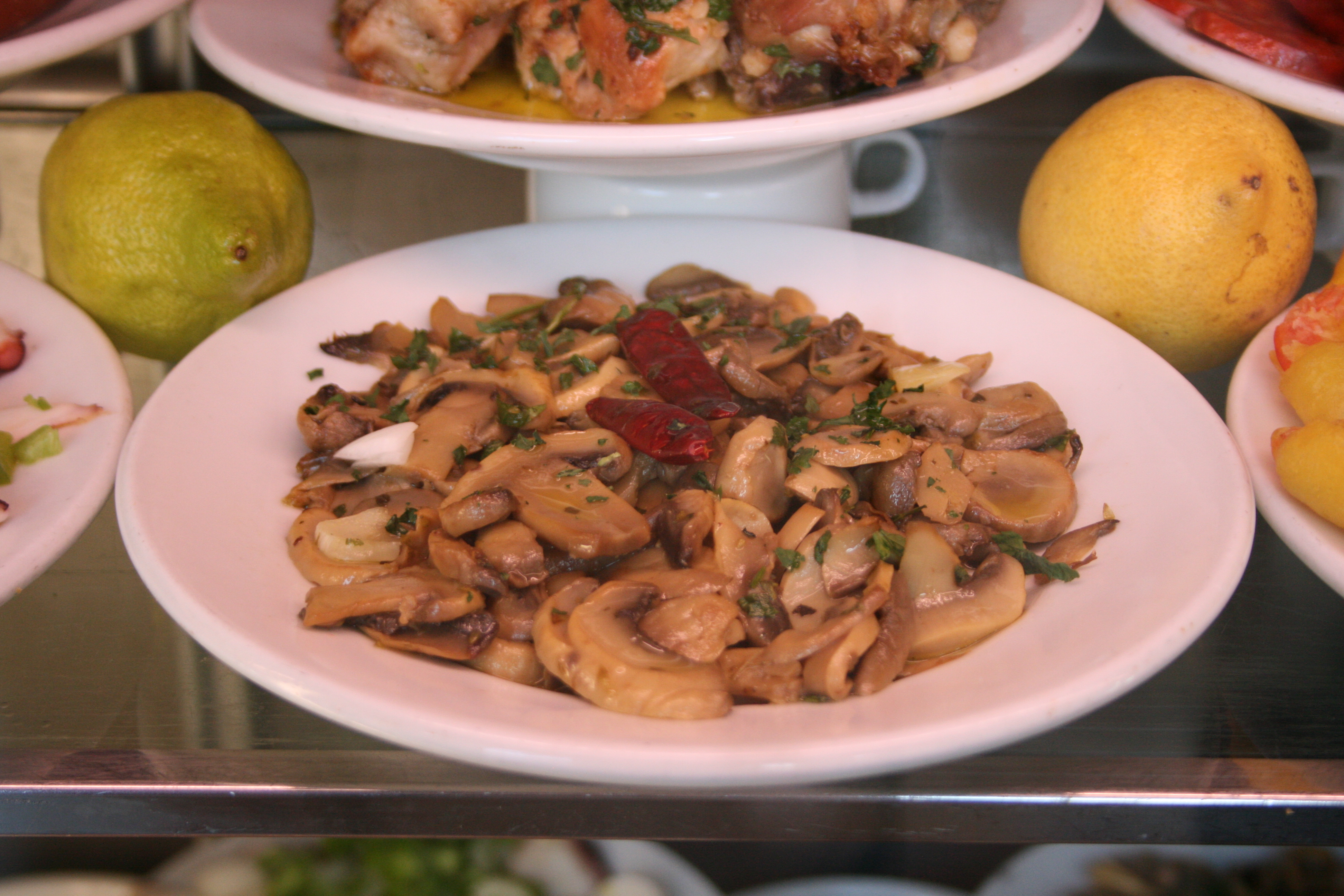
Champiñones al ajillo con una guindilla.

Las setas al ajillo son un plato tradicional de hongos (champiñones o setas) elaborado al ajillo (es decir, con ajos), y que se sirve como tapa en algunos bares de Madrid y también del resto de España. Suele ser un plato que se sirve caliente en cazuela de barro en las tascas y restaurantes.

## Servir
Este plato se emplea como acompañamiento de otros, en la mayoría de los casos: carne o pescado. Se trata de champiñones ( o setas) laminados que se sofríen en una sartén. Se sirven calientes y no es raro apreciar una guindilla que le proporciona un sabor ligeramente picante. En algunas ocasiones este plato se sirve en una tostada de tal forma que sea posible tomarlo sin plato. Como muchos de los platos servido bajo la denominación "al ajillo" se condimentan con una ligera cantidad de ajo y son decorados con perejil.